# Rodrigo Rey
Rodrigo Francisco Jesús Rey (Las Parejas, 8 de março de 1991) conhecido como Rodrigo Rey é um futebolista profissional argentino que atua como goleiro. Atualmente, joga pela equipe do Independiente.

## Carreira

### River Plate
Rodrigo iniciou sua carreira jovem pelas categorias de base do River Plate no ano de 2010.

### Newell's Old Boys
Em 2013 transferiu-se a custo-zero para o Newell's Old Boys. Não realizando nenhuma partida pela equipe principal.

### Godoy Cruz
Em 2014 foi comprado a custo-zero pela equipe do Godoy Cruz, disputando 67 jogos pela equipe principal

### PAOK
Rey foi comprado pela equipe grega do PAOK em 2017 pelo valor de 1,5 milhões de euros. Tendo disputado apenas 12 jogos em sua primeira temporada acabou sendo emprestado para outros clubes durante sua passagem pelo clube.

### Pachuca
Seu primeiro empréstimo sob contrato do PAOK foi para a equipe Mexicana do Club de Fútbol Pachuca. Realizou 18 jogos pela equipe

### Empréstimo ao Godoy Cruz
Em 2020 retornou ao Godoy Cruz por empréstimo, dessa vez participando em apenas 7 jogos pela equipe principal

### Gimnasia y Esgrima
Após não conseguir espaço na equipe titular da equipe do PAOK, Rey transferiu-se a custo-zero no ano de 2021 para a equipe Argentina do Gimnasia y Esgrima, realziando 77 jogos pela equipe titular.

### Independiente
Rodrigo Rey transferiu-se para a equipe do Independiente a custo-zero no início da temporada 2023. Disputou até o momento 24 jogos pela equipe titular.

## Títulos
PAOK
- Campeonato Grego de Futebol: 2018–19
- Copa da Grécia: 2017–18, 2018–19